# Frits Zernike
Frits Zernike (Amsterdam, 16 juli 1888 – Amersfoort, 10 maart 1966) was een Nederlands natuurkundige die in 1953 de Nobelprijs voor Natuurkunde ontving voor zijn uitvinding van de fasecontrastmicroscoop. Met dit instrument, een aanvulling op de gewone microscoop, kan het inwendige van levende cellen zichtbaar worden gemaakt. Tevoren was dit onmogelijk omdat voor de gewone microscopie dodelijke kleurstoffen onontbeerlijk waren.
Ook werkte hij aan de Zernikepolynomen, die gebruikt worden bij het beschrijven van afwijkingen van lenzen in optische systemen.

## Biografie
Frits Zernike werd geboren als zoon van Carl Friedrich August Zernike (1859-1922) en Antje Dieperink (1859-1932), beiden wiskundedocenten. Hij had twee ook beroemde zusters: Anna Zernike (1887-1972), de eerste vrouwelijke predikant in Nederland; en Elisabeth Zernike (1891-1982) die tientallen boeken schreef en de eerste Nederlandse vrouw was die werd bekroond met een literaire prijs.
Van zijn vader, hoofd van een Amsterdamse lagere school, erfde hij de passie voor natuurkunde. Als jongen was hij een verwoed knutselaar: zo bouwde hij van afgedankte materialen zelf een fotocamera en een telescoop.
Na zijn studie chemie met natuurkunde en wiskunde als bijvak aan de Universiteit van Amsterdam kreeg hij verschillende wetenschappelijke prijzen in 1908 en 1912 (voor opalescentie in gassen). De eerste van de Rijksuniversiteit Groningen, een gouden medaille met een wiskundige prijsvraag. De tweede van de Hollandsche Maatschappij der Wetenschappen in Haarlem met een theoretische verhandeling over de optische eigenschappen van gassen in een faseovergang.
Van 1913 tot 1915 was hij bij het Sterrenkundige Laboratorium aan de Rijksuniversiteit Groningen assistent van Jacobus Cornelius Kapteyn. Hij promoveerde in 1915 in Amsterdam bij Andreas Smits tot doctor in de scheikunde op het proefschrift "Kritische opalescentie, theorie en experimenten" over opalescentie van gassen. Na zijn promotie verhuisde hij naar Groningen waar hij Leonard Ornstein opvolgde als lector in de theoretische natuurkunde. In 1920 werd hij benoemd tot hoogleraar theoretische natuurkunde. In 1930 trouwde hij met de lerares Theodora Willemina van Bommel van Vloten (1887-1945), lid van de familie Van Vloten en in 1954 met Lena Baanders (1886-1975).
Rond 1958, het jaar waarin Zernike met emeritaat ging, werd hij getroffen door een slepende neurologische ziekte die hem in toenemende mate hinderde en waaraan hij in 1966 overleed. Hij werd in het familiegraf op begraafplaats Zorgvlied in zijn geboortestad Amsterdam begraven. Via zijn zus "Lize" Zernike was hij een oudoom van een andere Nederlandse Nobelprijswinnaar: Gerard 't Hooft.

## Onderzoek

### Statistische mechanica
In eerste instantie hield Zernike zich bezig met vraagstukken uit de statistische natuurkunde van gassen en vloeistoffen, alsmede optische eigenschappen van gassen in een faseovergang. In 1914 leidde hij samen met de fysicus Ornstein de Ornstein-Zernikevergelijking in de theorie van kritieke punten af.

### Fasecontrastmicroscoop
Verder was hij actief in de optica en dan met name tralies – glazen platen met een fijn patroon van groeven – die in de spectroscopie worden gebruikt om licht in verschillende golflengtes te ontleden. Hij deed een theoretisch-experimenteel onderzoek naar zogenaamde spooklijnen, die optreden bij elke monochromatische lijn in een spectrum dat gemaakt wordt met een buigingstralie. Zernike toonde aan dat er een faseverschil van ¼ golflengte bestaat tussen de hoofdlijn en de spookbeelden. De ontdekking van dit fasecontrast deed hij in 1930 in zijn volledig verduisterde optische laboratorium. 
De verdienste van Zernike was dat hij de eerste was die zich realiseerde dat het optreden van deze spookbeelden ook gebruikt kon worden om kleine objecten zichtbaar te maken door opzettelijk faseverschillen in het licht van een microscoop te versterken. De eerste fasecontrastmicroscoop bouwde hij niet zelf. Die opdracht gaf hij aan de natuurkundige Caroline Bleeker, die het instrument in haar opticafabriek Nedoptifa in Zeist vervaardigde.
Deze ontdekking werd eerst met weinig enthousiasme ontvangen. "Als dit enige praktische waarde zou hebben, dan hadden we het al lang zelf uitgevonden" kreeg Zernike te horen toen hij zijn uitvinding in 1932 demonstreerde bij Carl Zeiss AG, een Duitse fabrikant van microscopen. Pas in 1941 stemde het bedrijf in met de productie van de fasecontrastmicroscoop. Nadat Amerikaanse troepen Duitsland hadden bereikt en afbeeldingen ontdekt, verkreeg zijn instrument wereldwijde aandacht. Dankzij de fasecontrastmicroscoop konden biologen en medici fatsoenlijk levende cellen en bacteriën bestuderen zonder ze eerst te moeten kleuren met contrastvloeistof.
In 1946 werd hij gekozen tot lid van de Koninklijke Nederlandse Akademie van Wetenschappen (KNAW). In 1952 ontving hij de prestigieuze Rumford Medal. In 1953 kreeg hij de Nobelprijs voor Natuurkunde voor zijn demonstratie van de fasecontrastmethode, en met name voor zijn uitvinding van de fasecontrastmicroscoop. Het was vooral de bijdrage aan de biologie en de geneeskunde die volgens het Nobelcomité zijn uitvindingen een Nobelprijs waard maakte.

### Aberraties
Met de orthogonale cirkelpolynomen van Zernike worden aberraties in optische systemen beschreven. In 1942 kreeg dit werk een uitbreiding in het proefschrift van zijn leerling Ben Nijboer in de vorm van de Nijboer-Zerniketheorie.

### Coherentietheorie
Zernike bestudeerde tevens gedeeltelijke coherentie van lichtbronnen. Hij vond een eenvoudiger afleiding voor het theorema van Pieter Hendrik van Cittert, zodat het als het Van Cittert–Zernike-theorema bekendstaat.

## Vernoemd naar Zernike
In Groningen is een educatief terrein naar Zernike vernoemd: het Zernikecomplex (of de Zernike Campus) met onder andere het Zernike Science Park, het Zernikegebouw en tot 2014 de Zernikeborg. Hier zijn de faculteit Wiskunde en Natuurwetenschappen, de faculteit Economie en Bedrijfskunde en de faculteit der Ruimtelijke Wetenschappen van de Rijksuniversiteit Groningen (RUG), de Hanzehogeschool Groningen en vestigingen van bedrijven zoals Tele2 (telecom), Biblionet en Google gevestigd. Op het terrein ligt ook de Zernikelaan, het Zernikeplein en Zernikepark. In het Zernikegebouw bevindt zich onder andere SRON, een instituut dat aan ruimteonderzoek doet, en regelmatig satellieten lanceert. In Groningen en Haren is het Zernike College gevestigd, een vereniging van middelbare scholen die zowel regulier als montessorionderwijs aanbiedt.
In het Leiden Bio Science Park is de Zernikedreef te vinden. In meerdere andere plaatsen is een Zernikestraat, -laan of -weg te vinden.
Ook is er een krater op de maan naar hem vernoemd, die vanaf de aarde niet zichtbaar is, omdat hij zich op de achterzijde van de maan bevindt.

## Internationaal
Het werk van Zernike staat nog volop in de aandacht. In 2003 heeft de Engelse beroepsvereniging voor microscopisten er een symposium aan gewijd. In december 2003 volgde nog een congres van de Nederlandse vereniging van microscopisten.